# Kalimorpha espinosa
Kalimorpha espinosa är en insektsart som beskrevs av Nielson 1979. Kalimorpha espinosa ingår i släktet Kalimorpha och familjen dvärgstritar. Inga underarter finns listade i Catalogue of Life.